# Saint-Front-sur-Lémance
Pour les articles homonymes, voir Saint-Front.
Saint-Front-sur-Lémance est une commune du Sud-Ouest de la France, située dans le département de Lot-et-Garonne (région Nouvelle-Aquitaine).

## Géographie

### Localisation
Commune de l'aire d'attraction de Fumel située dans la vallée de la Lémance à sa confluence avec la Briolance en Haut-Agenais aux confins de la Bouriane sur la route nationale 710 et la ligne de Niversac à Agen entre Fumel et Sauveterre-la-Lémance. C'est une commune limitrophe avec le département du Lot.

### Communes limitrophes
Les communes limitrophes sont  Blanquefort-sur-Briolance, Cuzorn, Fumel, Saint-Martin-le-Redon, Sauveterre-la-Lémance et Soturac.
| Blanquefort-sur-Briolance |                         | Sauveterre-la-Lémance       |
| Cuzorn                    | Saint-Front-sur-Lémance |                             |
| Fumel                     | Soturac (Lot)           | Saint-Martin-le-Redon (Lot) |

### Climat
Pour des articles plus généraux, voir Climat de la Nouvelle-Aquitaine et Climat de Lot-et-Garonne.
Historiquement, la commune est exposée à un climat océanique aquitain.  
En 2020, Météo-France publie une typologie des climats de la France métropolitaine dans laquelle la commune est exposée à un climat océanique altéré et est dans la région climatique Aquitaine, Gascogne, caractérisée par une pluviométrie abondante au printemps, modérée en automne, un faible ensoleillement au printemps, un été chaud (19,5 °C), des vents faibles, des brouillards fréquents en automne et en hiver et des orages fréquents en été (15 à 20 jours).
Pour la période 1971-2000, la température annuelle moyenne est de 13 °C, avec une amplitude thermique annuelle de 15,7 °C. Le cumul annuel moyen de précipitations est de 851 mm, avec 11,4 jours de précipitations en janvier et 6,4 jours en juillet. Pour la période 1991-2020, la température moyenne annuelle observée sur la station météorologique la plus proche, située sur la commune de Lacapelle-Biron à 7 km à vol d'oiseau, est de 13,6 °C et le cumul annuel moyen de précipitations est de 833,3 mm,. Pour l'avenir, les paramètres climatiques de la commune estimés pour 2050 selon différents scénarios d’émission de gaz à effet de serre sont consultables sur un site dédié publié par Météo-France en novembre 2022.

## Urbanisme

### Typologie
Au 1er janvier 2024, Saint-Front-sur-Lémance est catégorisée commune rurale à habitat très dispersé, selon la nouvelle grille communale de densité à sept niveaux définie par l'Insee en 2022.
Elle est située hors unité urbaine. Par ailleurs la commune fait partie de l'aire d'attraction de Fumel, dont elle est une commune de la couronne,. Cette aire, qui regroupe 10 communes, est catégorisée dans les aires de moins de 50 000 habitants,.

### Occupation des sols

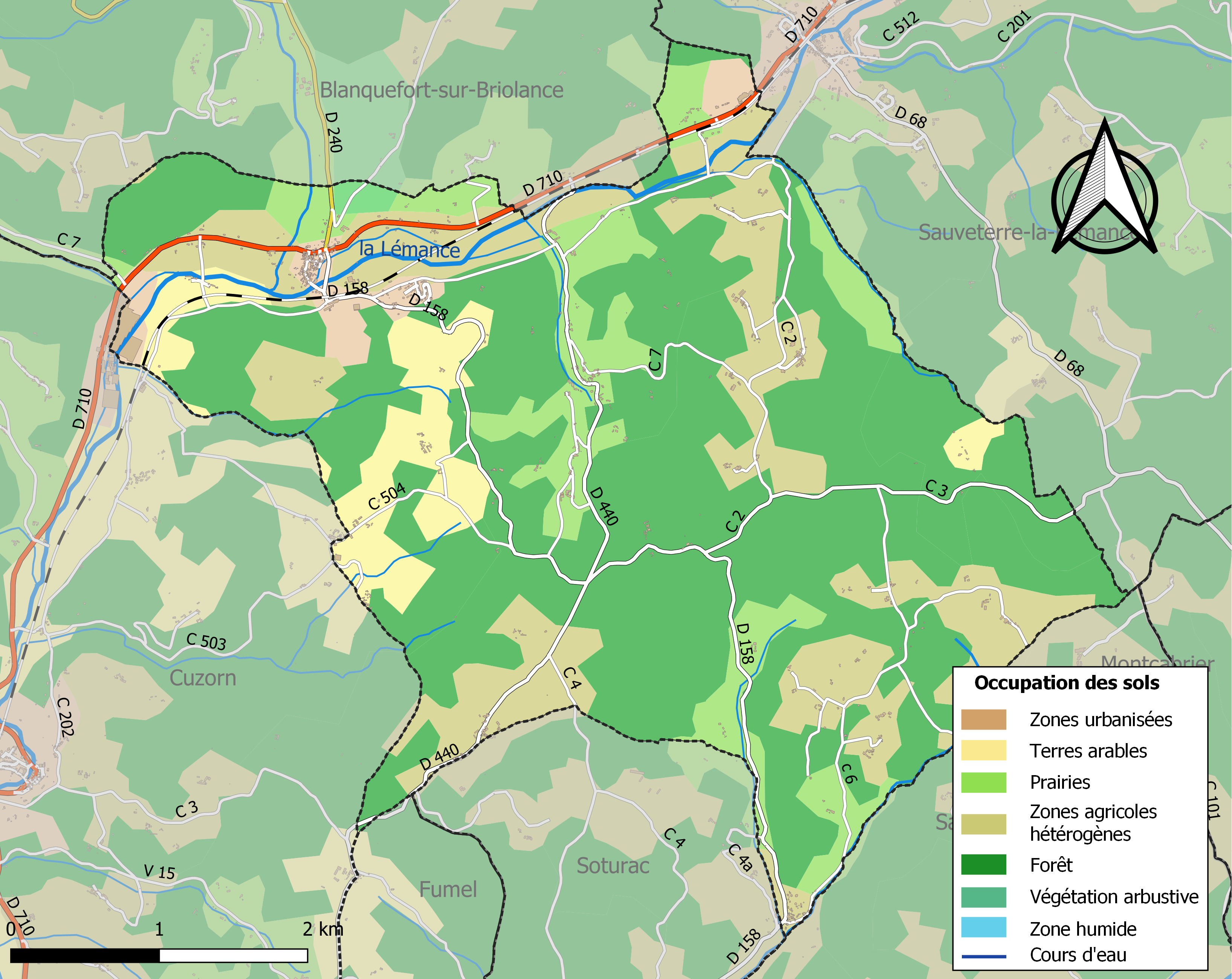
Carte des infrastructures et de l'occupation des sols de la commune en 2018 (CLC).

L'occupation des sols de la commune, telle qu'elle ressort de la base de données européenne d’occupation biophysique des sols Corine Land Cover (CLC), est marquée par l'importance des forêts et milieux semi-naturels (56,2 % en 2018), en augmentation par rapport à 1990 (53,5 %). La répartition détaillée en 2018 est la suivante : 
forêts (55,8 %), zones agricoles hétérogènes (22,2 %), prairies (11,5 %), terres arables (6,8 %), zones urbanisées (2,3 %), zones industrielles ou commerciales et réseaux de communication (0,6 %), cultures permanentes (0,4 %), milieux à végétation arbustive et/ou herbacée (0,4 %). L'évolution de l’occupation des sols de la commune et de ses infrastructures peut être observée sur les différentes représentations cartographiques du territoire : la carte de Cassini (XVIIIe siècle), la carte d'état-major (1820-1866) et les cartes ou photos aériennes de l'IGN pour la période actuelle (1950 à aujourd'hui).

### Risques majeurs
Le territoire de la commune de Saint-Front-sur-Lémance est vulnérable à différents aléas naturels : météorologiques (tempête, orage, neige, grand froid, canicule ou sécheresse), inondations, feux de forêts, mouvements de terrains et séisme (sismicité très faible). Il est également exposé à un risque technologique,  le transport de matières dangereuses. Un site publié par le BRGM permet d'évaluer simplement et rapidement les risques d'un bien localisé soit par son adresse soit par le numéro de sa parcelle.

#### Risques naturels
Certaines parties du territoire communal sont susceptibles d’être affectées par le risque d’inondation par une crue à  débordement lent de cours d'eau, notamment la Lémance. La commune a été reconnue en état de catastrophe naturelle au titre des dommages causés par les inondations et coulées de boue survenues en 1982, 1993, 1999, 2008, 2009 et 2021,.
Saint-Front-sur-Lémance est exposée au risque de feu de forêt. Depuis le 20 avril 2016, les départements de la Gironde, des Landes et de Lot-et-Garonne disposent d’un règlement interdépartemental de protection de la forêt contre les incendies. Ce règlement vise à mieux prévenir les incendies de forêt, à faciliter les interventions des services et à limiter les conséquences, que ce soit par le débroussaillement, la limitation de l’apport du feu ou la réglementation des activités en forêt. Il définit en particulier cinq niveaux de vigilance croissants auxquels sont associés différentes mesures,.
Les mouvements de terrains susceptibles de se produire sur la commune sont des affaissements et effondrements liés aux cavités souterraines (hors mines). Afin de mieux appréhender le risque d’affaissement de terrain, un inventaire national permet de localiser les éventuelles cavités souterraines sur la commune.

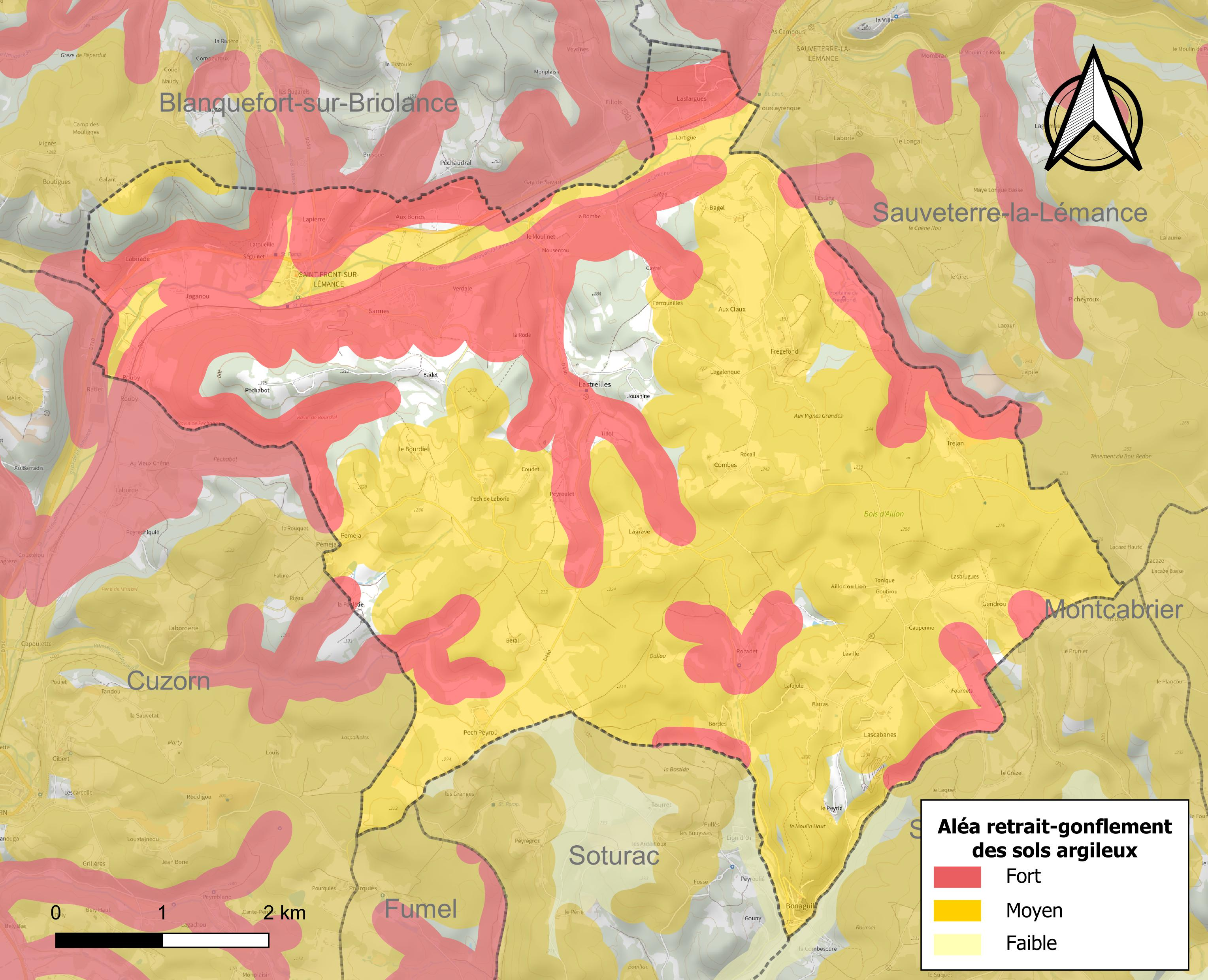
Carte des zones d'aléa retrait-gonflement des sols argileux de Saint-Front-sur-Lémance.

Le retrait-gonflement des sols argileux est susceptible d'engendrer des dommages importants aux bâtiments en cas d’alternance de périodes de sécheresse et de pluie. 90,5 % de la superficie communale est en aléa moyen ou fort (91,8 % au niveau départemental et 48,5 % au niveau national). Depuis le 1er octobre 2020, en application de la loi ELAN, différentes contraintes s'imposent aux vendeurs, maîtres d'ouvrages ou constructeurs de biens situés dans une zone classée en aléa moyen ou fort,.
Concernant les mouvements de terrains, la commune a été reconnue en état de catastrophe naturelle au titre des dommages causés par des mouvements de terrain en 1999.

## Histoire
Le prieuré de Saint-Front dépendait au XVe siècle  de l'abbaye d'Eysses, elle-même fille de l'abbaye de Moissac.
Ce n'est qu'après 1571 *, lors de la sécularisation progressive des abbayes de France, que le prieuré de Saint-Front sera rattaché à Saint-Géraud d'Aurillac, à laquelle sont déjà rattachés les prieurés de Monsempron, Fumel, Cuzorn… La rentabilité des forges de la Lémance est très intéressante...!
La commune de Bonaguil est rattachée à celle de Saint-Front-sur-Lémance par le décret du 24 août 1824.

## Politique et administration
| Période                                  | Période   | Identité                | Étiquette | Qualité                           |
| ---------------------------------------- | --------- | ----------------------- | --------- | --------------------------------- |
|                                          | 1830      | Henry Durieu de Séverac |           |                                   |
| 1830                                     | 1837      | Jean-Baptiste Séguy     |           |                                   |
| 1837                                     | 1843      | Bertrand Laulanie       |           |                                   |
| 1843                                     | 1848      | Antoine Escande         |           |                                   |
| 1848                                     | 1852      | François Lacombe        |           |                                   |
| 1852                                     | 1856      | Antoine Escande         |           |                                   |
| 1856                                     | 1865      | Jean-Baptiste Vergnères |           |                                   |
| 1865                                     | 1870      | Pierre Constant         |           |                                   |
| 1870                                     | 1871      | Basset                  |           |                                   |
| 1871                                     | 1880      | Jean Constant           |           |                                   |
| 1880                                     | 1881      | Pierre Lapèze           |           |                                   |
| 1881                                     | 1886      | Faustin Basset          |           |                                   |
| 1886                                     | 1892      | Pierre Magnol           |           |                                   |
| 1892                                     | 1919      | François Rabot          |           |                                   |
| 1919                                     | 1934      | François Delrieu        |           |                                   |
| 1934                                     | 1945      | Martial Rabot           |           |                                   |
| 1945                                     | 1977      | Fernand Tissandier      |           |                                   |
| mars 1977                                | mars 2001 | Raymond Martinet        |           |                                   |
| mars 2001                                | mai 2020  | Paul Faval              |           |                                   |
| mai 2020                                 | En cours  | Marie Costes            | LMR       | Conseillère régionale depuis 2021 |
| Les données manquantes sont à compléter. |           |                         |           |                                   |

## Démographie
| 1793  | 1800 | 1806 | 1821 | 1831  | 1836  | 1841  | 1846  | 1851  |
| ----- | ---- | ---- | ---- | ----- | ----- | ----- | ----- | ----- |
| 1 353 | 911  | 964  | 893  | 1 124 | 1 169 | 1 173 | 1 194 | 1 175 |

| 1856  | 1861  | 1866  | 1872 | 1876 | 1881 | 1886 | 1891 | 1896 |
| ----- | ----- | ----- | ---- | ---- | ---- | ---- | ---- | ---- |
| 1 113 | 1 030 | 1 043 | 962  | 944  | 899  | 920  | 836  | 789  |

| 1901 | 1906 | 1911 | 1921 | 1926 | 1931 | 1936 | 1946 | 1954 |
| ---- | ---- | ---- | ---- | ---- | ---- | ---- | ---- | ---- |
| 803  | 782  | 756  | 661  | 699  | 658  | 585  | 582  | 678  |

| 1962 | 1968 | 1975 | 1982 | 1990 | 1999 | 2006 | 2008 | 2013 |
| ---- | ---- | ---- | ---- | ---- | ---- | ---- | ---- | ---- |
| 805  | 749  | 700  | 637  | 631  | 576  | 570  | 569  | 552  |

| 2018 | 2022 | - | - | - | - | - | - | - |
| ---- | ---- | - | - | - | - | - | - | - |
| 524  | 501  | - | - | - | - | - | - | - |

## Lieux et monuments

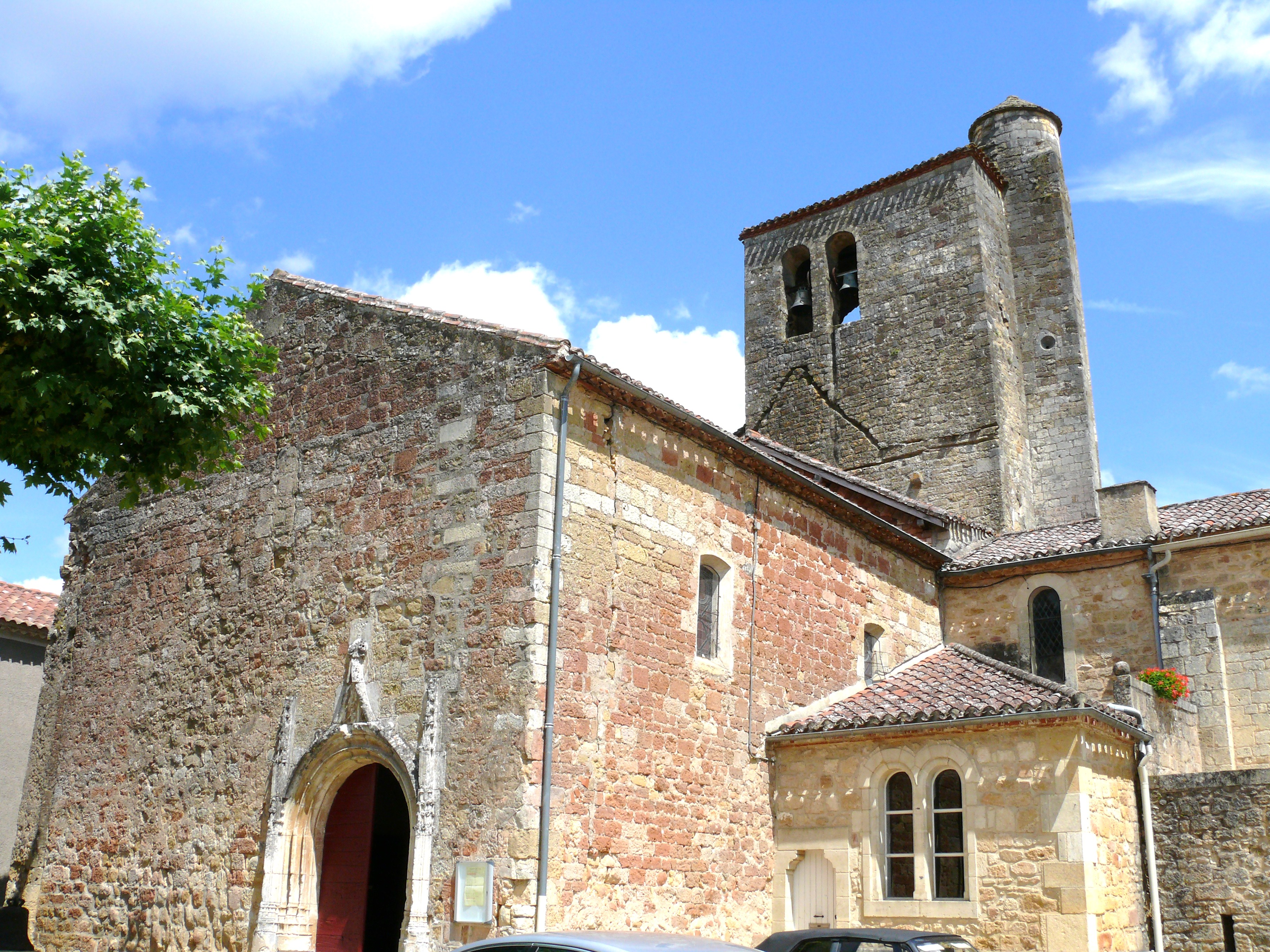
Église Saint-Front.
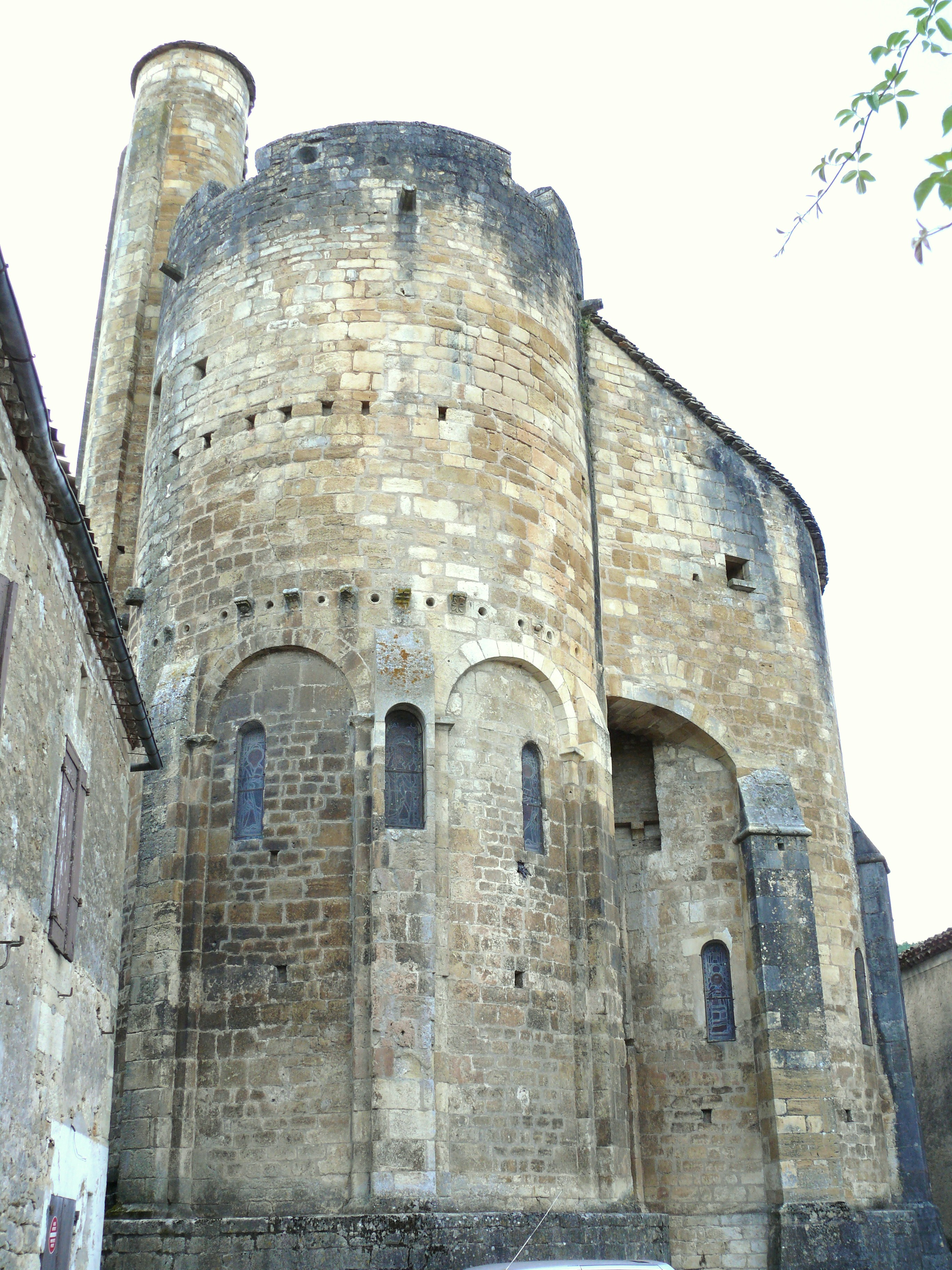
Chevet de l'église Saint-Front.
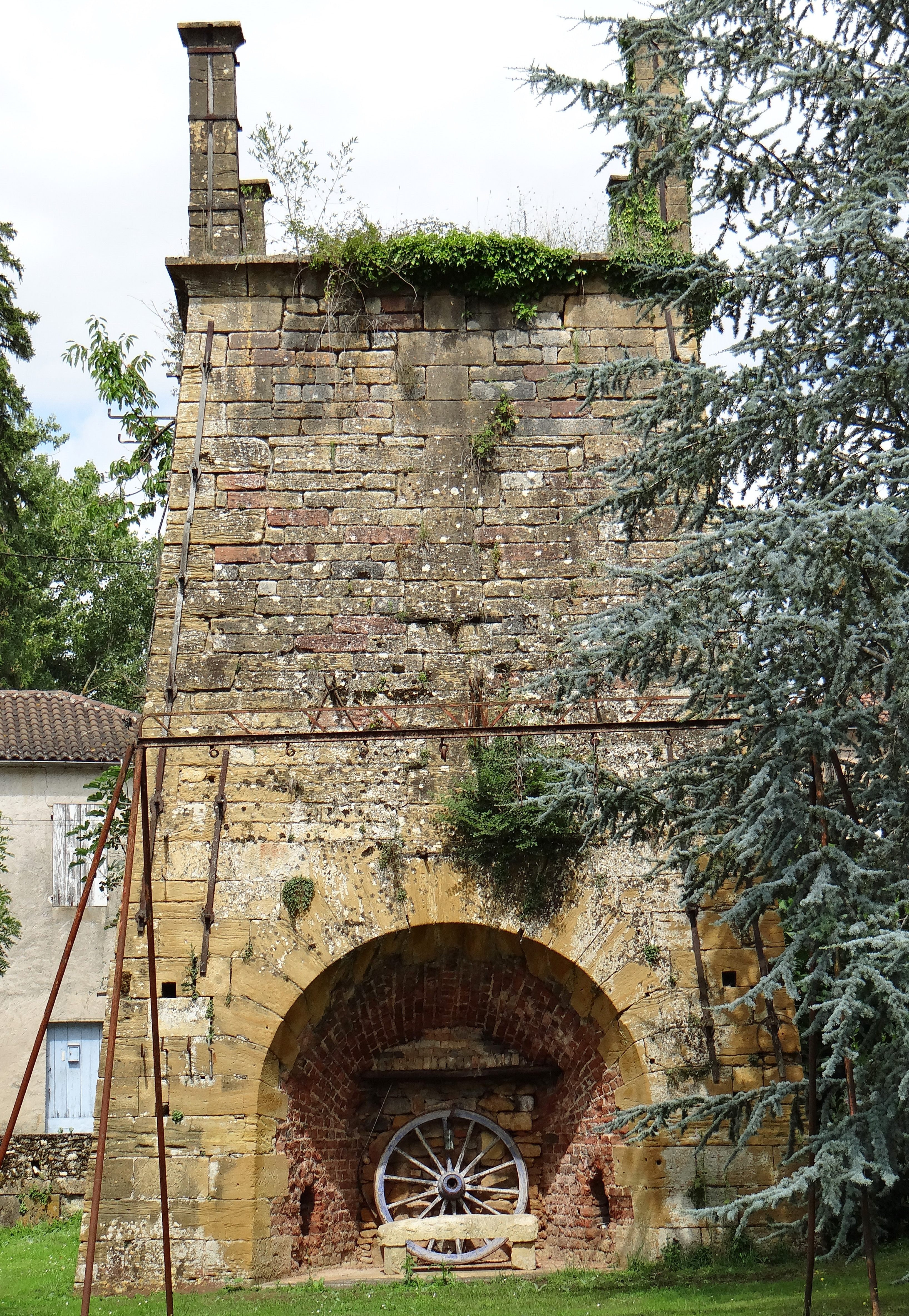
Haut-fourneau de la forge du Moulinet.

- Château de Bonaguil[30]. L'édifice a été classé au titre des monuments historiques en 1914[31].
- Ancien prieuré bénédictin Saint-Front[32], comprenant le logis servant aujourd'hui de mairie, et l'église Saint-Front, aujourd'hui église paroissiale. L'édifice a été classé au titre des monuments historiques en 1914[33].
- Église Saint-Michel de Bonaguil, ancienne chapelle castrale du château de Bonaguil[34]. Elle est inscrite à l'Inventaire général du patrimoine culturel[34].
- Église Saint-Romain[35], au lieu-dit Lastreilles. L'édifice a été inscrit au titre des monuments historiques en 1950[36].
- Plusieurs forges actives du XVIe au XIXe siècle : Grèzes[37], le Martinet, le Moulinet[38]...

## Personnalités liées à la commune
- Bérenger de Roquefeuil.